# HD 124580
HD 124580，又名CD-44 9181，SAO 224798、HR 5325，是一颗恒星，视星等为6.31，位于銀經318.2，銀緯15.36，其B1900.0坐标为赤經14h 9m 17.6s，赤緯-44° 15.36′ 50″。